# Clanfield (Oxfordshire)
Pour les articles homonymes, voir Clanfield.
Clanfield est une paroisse civile et un village de l'Oxfordshire, en Angleterre.